# Заповітне (село)
Запові́тне — село в Україні, у Нижньосірогозькій селищній громаді Генічеського району Херсонської області. Населення становить 238 осіб. 
Село тимчасово окуповане російськими військами 24 лютого 2022 року.
Селянські (фермерські) господарства Безух, Марія.

## Історія
Заповітне окуповане німецькими військами 14 вересня 1941 р., звільнене 02 листопада 1943 р. 1)
18 листопада 2008 року колишньому селищу надано статус села.
12 червня 2020 року, відповідно до розпорядження Кабінету Міністрів України № 726-р «Про визначення адміністративних центрів та затвердження територій територіальних громад Херсонської області», увійшло до складу Нижньосірогозької селищної громади.
19 липня 2020 року, в результаті адміністративно-територіальної реформи та ліквідації  Нижньосірогозького району увійшло до складу Генічеського району.
24 лютого 2022 року село тимчасово окуповане російськими військами під час російсько-української війни.

## Населення
Згідно з переписом УРСР 1989 року чисельність наявного населення селища становила 211 осіб, з яких 100 чоловіків та 111 жінок.
За переписом населення України 2001 року в селищі мешкало 238 осіб.

### Мова
Розподіл населення за рідною мовою за даними перепису 2001 року:
| Мова       | Відсоток |
| ---------- | -------- |
| українська | 91,18 %  |
| російська  | 6,72 %   |
| інші       | 2,10 %   |